# Araeophalla
Araeophalla é um gênero de traça pertencente à família Agonoxenidae.